# Kubešova Soběslav
Kubešova Soběslav byl hudební festival dechové hudby konající se v jihočeské Soběslavi. Jeho první ročník se konal v roce 1995. Naposledy se festival udál v roce 2023. Festival nesl název po českém hudebníkovi Ladislavu Kubešovi starším. Festival byl pod název Kubešovy Borkovice v roce 2024 přesunut do Borkovic.

## Pořádání
Festival se od roku 1995 pravidelně pořádal na soběslavském náměstí Republiky. Rozdělen byl do dvou dnů, zpravidla na sobotu a neděli v polovině července.
Hudebníci vystupovali na pódiu umístěném vedle kostela svatého Petra a Pavla. Před podiem bylo z laviček vyskládáno provizorní hlediště. Areál festivalu byl doplněn stánky s občerstvením a se suvenýry.
Festival se podle organizátorů měl konat pouze jeden den, ale na tom se neshodli se synem Ladislava Kubeše. Proto došlo k přesunu festivalu do Borkovic, kde se Kubeš narodil.

## Interpreti
Na festivalu vystupovaly převážně české hudební orchestry. Jednalo se například o Krajanku, Babouci, orchestr Oty Hellera, Táboranku nebo Vysočinku. Zahrály zde i zahraniční skupiny. Těmi byly například Ensemble de Cuivre Bavaria, Die Bischofszeller Böhmischen, Polkaholic, Happaranka nebo Alsatia.